# 天草炭田
天草炭田（あまくさたんでん）とは、熊本県天草下島の北部および西部を中心に県西部に点在していた炭鉱群の総称である。

## 歴史と概要
北部炭田は享保年間、南部炭田は天保年間に発見されたといわれている。明治初頭から採掘された模様であるが、1897年（明治30年）に、大日本練炭株式会社が北部の桝之水鉱および牛の迫鉱から富岡港における3.5キロの間に石炭輸送用の鉄道が敷設され、1900年（明治33年）から1912年（明治45年／大正元年）に至る間、月間4000トンを産していたという。外の場所では馬車が使われた。中部炭田、南部炭田も盛んであった。無煙炭であったため、日本海軍に大量に納入していた。
天草炭田は九州の他の炭田と比較すると中小規模のものがほとんどであり、交通が不便であったため、大企業資本による開発はほとんどないのが特徴である。そして中央構造線上にあるため地層の褶曲が顕著であり、採鉱は困難を極めた。また、零細企業が中心であるために、設備投資や安全対策も不十分で労働環境も劣悪を極めたという。しかしながら、良質の無煙炭を産出することで、地元資本企業を中心に1975年（昭和50年）に至るまで採炭を続けた。また、この地方では熱変成を受けていない石炭を「キラ炭（綺羅炭）」として主に燃料などに用い、熱変成を受けた石炭を「瓦ヶ炭」と呼び、主にコークスなどに用いていた。また、烏帽子炭坑では良質の無煙炭を産出したことから海軍もバックアップしたが、浸水などに悩まされ、数年で放棄した例もある。
比較的大規模な炭鉱に牛深市（現天草市）の魚貫炭鉱がある。ここの無煙炭は海軍に納入されるなど、燃料炭として安定した生産を行っていたが、戦後エネルギー革命がおこり、日本政府が安い石炭を外国から輸入する政策に転換したことで、外の炭鉱と同様、1975年（昭和50年）にこの魚貫炭鉱も閉山した。これにより天草炭田はその歴史に幕を閉じたが、大手資本がほとんど参入しなかった故に深い炭層の開発が行われていないため、未だ500万トン以上に上る石炭が埋蔵されていると推測されている。
なお、元々天草地方は、後述の陶石産業や雲仙国立公園の天草編入に伴い発展した観光業、または養殖などの水産業、農業など多種の産業が発展していた上、炭鉱は労働者10～20人程度の中小規模なものが多く、経済影響は軽微であったため、炭鉱閉山による影響も労働者による労災訴訟などを除いてほとんど発生しなかった。

## 昭和30年代の天草炭田
天草炭田は熊本県天草郡諸島に広く分布する古第三紀層のある地域で、主な稼行地帯は山岳が多く平地に恵まれない下島一帯であり、通産省調査によると理論可採炭量（埋蔵量）は7400万トンといわれていた。昭和30年代に次の炭鉱が稼行していた。
- 北部炭田[2]
  - 逆瀬川・大岳・志岐・苓州・竹之迫・小松・和久登・鞍付・涼松 - いわゆる瓦ヶ炭と綺羅炭を産出した。
- 中部炭田[2]
  - 今富 - 旭無煙いわゆる綺羅炭を産出した。
- 南部炭田[2]
  - 魚貫・権現山・砂月・堀の迫・南天・中之浦 - いわゆる綺羅炭を産出していた。

## 天草無煙炭の品位と出炭推移
天草無煙炭は日本でも稀な良質炭で、かつ大部分が灰分10%以下・固定炭素85%以上・発熱量7,500カロリー以上という高水準の優良炭でもある。無煙綺羅炭は製鉄・鋳物・化学工業用の高級コークスの原料に不可欠のものであり、ホンゲイ、カナダ、南阿の海外炭より優れ、当時国内唯一のものであった。
| 年度   | 出炭量  |
| ------ | ------- |
| 昭和21 | 61,071  |
| 22     | 73,105  |
| 23     | 90,543  |
| 24     | 82,852  |
| 25     | 83,360  |
| 26     | 123,071 |
| 27     | 137,638 |
| 28     | 148,580 |
| 29     | 164,844 |
| 30     | 173,231 |
| 31     | 212,591 |
| 32     | 275,772 |
| 33     | 278,693 |
| 34     | 319,230 |
| 35     | 398,606 |
| 36     | 402,062 |
| 37     | 370,827 |
| 38     | 381,211 |

## 事故
- 1954年（昭和29年）2月20日 - 志岐炭鉱で誤って旧坑壁を破壊したため、海水が流入して坑内全体が水没した。死者36人[4]。

## 他の鉱業
その一方で、天草地方は古くから焼き物の原料となる陶石産地として名高く、1712年（正徳2年）に天草陶石が発掘されると、天草、有田、唐津などの焼き物産地の隆盛を支えただけでなく、海外に輸出されたりもした。なお、陶石採掘においては現在でも国内の8割を占める一大産地となっており、焼き物や碍子の原料となっている。